# Opressão internalizada
A opressão internalizada ocorre quando um grupo oprimido aceita os métodos e incorpora a ideologia opressiva do grupo opressor, contrária ao seu próprio interesse. Um dos pensadores que fizeram uso desse conceito foi Paulo Freire, que caracteriza os oprimidos como seres dúplices:
A consciência do oprimido encontra-se imersa no mundo organizado pelo opressor, um mundo sustentado pelo autoritarismo, razão pela qual há uma duplicidade que o envolve: por um lado, o opressor encontra-se hospedado na consciência do dominado, o que produz medo de ser livre e, por outro, há o desejo e a necessidade de liberdade.— Streck, Danilo R.; Redin, Euclides; Zitkoski, Jaime José (22 de dezembro de 2015). Dicionário Paulo Freire. [S.l.]: Autêntica
A opressão internalizada pode se manifestar em um nível individual ou de grupo. O exemplo clássico fornecido por Freire, em sua Pedagogia do Oprimido, foi o de uma revolta camponesa no Nordeste do Brasil.
Certa feita, um grupo de camponeses armados tomou conta da fazenda. Por razões táticas, eles queriam manter o patrão como refém. No entanto, nenhum camponês foi capaz de manter a guarda sobre o latifundiário, dono da plantação, pois a sua mera presença os assustava. O próprio ato de lutar contra o patrão tinha ativado sentimentos de culpa nos camponeses. Freire conclui que, na verdade, o patrão estava "dentro" deles. A liberdade dos camponeses não dependia apenas de sua liberdade física, como eles haviam inicialmente acreditado. Esses camponeses haviam sido completamente condicionados a obedecer ordens, a se comportar de forma submissa, a saber e manter o seu "lugar", o que eles faziam mesmo quando o patrão não estava mais no poder.

## Opressão de minorias específicas
“Se as mulheres estão cercadas por pessoas que as veem como subordinadas, incapazes ou sem controle sobre suas ações, é provável que as mulheres passem a se entender de maneira semelhante, mesmo que inconscientemente”. A opressão internalizada promove as crenças de que o eu não pode ser autônomo, é indigno de exercer o poder e é pouco mais que um objeto de gratificação sexual.
A opressão internalizada também pode ocorrer em indivíduos com deficiência, que podem se distanciar de outras pessoas com deficiência para evitar associar-se com aqueles que podem ser vistos pela sociedade como "fracos" ou "preguiçosos".
"Pessoas de cor que internalizam estereótipos sobre criminalidade e desvio moral podem ver a si mesmas como foras da lei" e podem "se envolver em comportamentos que perpetuam ainda mais esses preconceitos".